# ウォルター・ロバートソン
ウォルター・スペンサー・ロバートソン（Walter Spencer Robertson, 1893年12月7日 - 1970年1月18日）はアメリカ合衆国の実業家、外交官。1953年から1959年までアイゼンハワー政権の極東担当国務次官補を務めた。

## 略歴・人物

### 金融界からの官界参画
バージニア州出身。陸軍幼年学校とデイビッドソン大学を中退し、金融界に入る。信託会社、証券会社などの重役を経て、リッチモンド証券取引所会長を務めた。この時代は南部民主党員だった。
第二次世界大戦中の1943年より官界に転じ、駐オーストラリア武器貸与監督官に着任する。その後は1945年より国務省経済顧問、同年から1946年まで在中華民国（重慶政府）公使兼経済顧問、後に同代理大使を務めた。この中華民国との接触がロバートソンにとって初めての極東経験となる。
1946年1月、 ジョージ・マーシャル特使の仲介で国共内戦休戦協定が成立したことから、ロバートソンは協定の履行状況を監視する休戦委員会委員長に就任する。しかし同年6月に内戦が再開し、米国政府も調停への意思を放棄するなかで、ロバートソンは国民政府を十分支援しない米極東政策の「弱腰」を批判し辞任する。以後は投資銀行家として金融界に復帰するが、上述の極東政策への不満などから、1952年の大統領選挙では共和党のドワイト・アイゼンハワー候補を支持した。

### 反共アジア外交の旗手
アイゼンハワー政権の成立直後の1953年3月、ロバートソンは極東担当国務次官補に任命される。この任命には親台派として知られ、当時下院外交委員会極東小委委員長を務めていたウォルター・ジャッド（en:Walter H. Judd）の強い推薦があったとされる。4月の着任以後約6年半、ロバートソンは米極東政策の実務に当たることとなる。
ロバートソンは強固な反共主義者であり、アジアで共産主義勢力に対する「巻き返し（Rollback）」政策の実行を支持していた軍部タカ派のアーサー・W・ラドフォードなどとも親しい関係を築いた。執務室には当時アジアを代表する反共主義政治家であった李承晩の書を飾っていたといわれる。しかし、前任者であったジョン・アリソンは回想録でロバートソンの政策が反共主義に傾きすぎ、「戦後アジアの諸問題すべてを、米国の死活的利害に対する、潜在的ではなく、差し迫った共産主義の脅威という側面からとらえていた」と厳しい批判を与えている。
ロバートソンは中華民国の擁護と中華人民共和国への強硬姿勢を堅持した政策担当者として知られ、同時代的にも「蔣介石の忠実な盟友」と称された。1959年6月、持病の悪化により職を退き、翌7月には中華民国政府から二等卿雲勳章を授与された。1970年に没し、個人文書はヴァージニア歴史協会に保管されている。

### 日米関係とロバートソン
日米関係においてロバートソンの名は1953年10月に行なわれた池田・ロバートソン会談で知られている。この会談は吉田茂首相の個人特使であった池田勇人・自由党政務調査会会長と、ロバートソンをはじめとする米政府各省の担当者が、防衛力整備問題や各種経済問題など日米間の諸懸案を約一ヶ月に渡り議論したものだった。